# Delerium
За често срещания в психиатричната практика синдром вижте Делириум.
Delerium е електронна група, базирана във Ванкувър, Британска Колумбия, Канада.
Сформирана е през 1987 г. първоначално като страничен проект на индъстриъл групата Front Line Assembly. През годините Delerium са преминали през множество стилове, започвайки от мрачен еферичен еймбиънт, минавайки през чисто инструментални индъстриъл звукови картини и стигайки чак до електропоп записи.

## История
По принцип Delerium е проект, състоящ се от двама души, но реално единственият постоянен член през цялата история на групата е Бил Лийб. Лийб е бил гост музикант в ранните издания на индъстриъл групата и едни от пионерите на този стил Skinny Puppy, но през 1986 напуска този проект, за да започне работа по собствено начинание, създавайки Front Line Assembly, заедно с Майкъл Балч. По-късно двамата стартират и проекта Delerium, записвайки и впоследствие издавайки първия си албум под това име „Faces, Forms & Illusions“. След като Балч напуска както Front Line Assembly и Delerium, Лийб започва съвместна работа с Райс Фулбер. Двамата работят върху няколко от следващите издания, излезли под името Delerium. За това време звукът на групата претърпява сериозни промени от мрачен еймбиънт към по-танцувален стил. Малко след излизането на албума „Karma“ Фулбер напуска групата, търсейки различна професионална реализация, докато към Лийб се присъединява продуцента Крис Питърсън, с когото издават албума „Poem“. През това време Фулбър работи по собствения си електронен проект Conjure One, който все още е активен. Това не пречи през 2003 Лийб и Фулбер отново да станат лицата зад проекта Delerium записвайки последователно албумите „Chimera“ и „Nuages du Monde“.
За разлика от другите проекти на Лийб, Delerium включва доста гост изпълнители от албума Semantic Spaces насам. Най-често това са вокалистки, такива като Кристи Търск, Сара Маклоклън, Лей Наш, Лиза Жерар (само нейни семпли), Джаел, Камил Хендерсън, Нерина Палот, Емили Хайнес, Жаки Хънт и Изабел Баяракдариян. Освен самия Лийб само още двама мъже са пели за Delerium: Матю Суиит („Daylight“ от „Poem“) и Грег Фроуз („Apparition“ от „Nuages du Monde“).
Mediæval Bæbes са единствената група, която е колаборирала с Delerium, осигурявайки вокалите за песента „Aria“, която де факто е адаптирана версия на тяхната песен „All Turns to Yesterday“ от албума „Worldes Blysse“. Те също така участват и в две песни от последното издание на проекта „Nuages du Monde“.
Спорен въпрос е кой от всичките проекти на Лийб е с най-значителна фен база и култов статус. Някои поставят Front Line Assembly на първо място, но за сметка на това Delerium се оказва дотогава най-доходоносното му и финансово стабилно начинание в музикалните среди.

## Музика
Комерсиално най-успешният албум на Delerium е „Karma“. Въпреки че дуото прави музика още от 1987, те биват забелязани едва след излизането на албума „Semantic Spaces“, който е първият издаден от лейбъла Nettwerk.
Реалният успех на групата идва с песента „Silence“, в която пее Сара Маклоклън. През 2000 година, три години след официалното издаване на албума „Karma“, в който е включена тази песен, няколко ремикса на „Silence“, създадени от Тиесто, Airscape, Fade и други електронни музиканти бързо набират популярност в клубовете. Този неочакван интерес помага на песента да достигне трета позиция във Великобритания, осигурявайки ѝ значително въртене по радиата.
Крайъгълният камък за групата е тяхното първо турне през 2003, въпреки че дотогава са били вече 16 години творчески активни. Това е в констраст с доста честите турнета на другия основен проект на Лийб Front Line Assembly. Кристи Търск и Шели Харланд са вокалистките в това първо турне. През януари 2005 Delerium вземат участие в благотворителния концерт One World, в помощ на пострадалите от опустошителното цунами от 26 декември 2004. На концерта е изпълнена песента „Silence“ на живо, а за първи път с оригиналния съпровод на Сара Маклоклън, която също е поканена на този концерт.

## Дискография

### Албуми
- „Faces, Forms & Illusions“ (Dossier, 1989), LP / CD
- „Morpheus“ (Dossier, 1989), LP / CD
- „Syrophenikan“ (Dossier, 1990), LP / CD
- „Stone Tower“ (Dossier, 1991), LP / CD
- „Euphoric“ (Third Mind, 1991), EP / CD
- „Spiritual Archives“ (Dossier, 1991), LP / CD
- „Spheres“ (Dossier, 1994), LP / CD
- „Spheres 2“ (Dossier, 1994), LP / CD
- „Semantic Spaces“ (Nettwerk, 1994), CD
- „Karma“ (Nettwerk, 1997), CD
- „Karma“ (с бонус диск) (Nettwerk, 1997, 1999, 2000), 2CD
- „Poem“ (Nettwerk, 2000), CD
- „Poem“ (с бонус диск) (Nettwerk, 2000), 2CD
- „Chimera“ (Nettwerk, 2003), CD
- „Chimera“ (с бонус диск) (Nettwerk, 2003), 2CD
- „Nuages du Monde“ (Nettwerk, 2006), CD

### Сингли
- Flowers Become Screens (Nettwerk, 1994), CDS
- Incantation (Nettwerk, 1994), 12"
- Euphoria (Firefly) (Nettwerk, 1997), CDS
- Duende (Nettwerk, 1997), CDS
- Silence (Nettwerk, 1999, 2000), CDS
- Heaven's Earth (Nettwerk, 2000), CDS
- Innocente (Nettwerk, 2001), CDS
- Underwater (Nettwerk, 2002), CDS
- After All (Nettwerk, 2003), CDS
- Run for It (Nettwerk, 2003), promotional CDS
- Truly (Nettwerk, 2004), CDS
- Silence 2004 (Nettwerk, 2004), CDS
- Angelicus (Nettwerk, 2007), CDS
- Lost and Found (Nettwerk, 2007), CDS

### Компилации
- Reflections I (Dossier, 1995), CD
- Reflections II (Dossier, 1995), CD
- Archives I (Nettwerk, 2002), 2CD
- Archives II (Nettwerk, 2002), 2CD
- Odyssey: The Remix Collection (Nettwerk, 2001), 2CD
- The Best Of (Nettwerk, 2004), CD

## Гост вокалисти
- Камил Хендерсън
  - Karma: Duende

- Емили Хейнс
  - Chimera: Stopwatch Hearts

Съосновател и вокалист/кийбордист на канадската електронна група Metric.
- Изабел Баяракдариян
  - Nuages Du Monde: Angelicus, Lumenis

- Жаки Хънт
  - Karma: Euphoria (Firefly)

- Jaël
  - Chimera: After All
  - Nuages Du Monde: Lost and Found

От швейцарската група Lunik.
- Дженифър Макларън
  - Poem: Fallen Icons, Nature's Kingdom II

- Джоана Стивънс
  - Poem: Myth, A Poem for Byzantium

Едната половина на електронната група Solar Twins.
- Джули Круз
  - Chimera: Magic

Работила е заедно с Анджело Бадаламенти, Дейвид Линч и Моби.
- Кърсти Хоукшо
  - Poem: Nature's Kingdom, Inner Sanctum
  - Nuages Du Monde: Fleeting Instant

- Кристи Търск
  - Chimera: Returning
  - Nuages Du Monde: Self-Saboteur
  - Karma: Enchanted, Wisdom, ‘Til the End of Time, Heaven's Earth, Lamentation
  - Semantic Spaces: Flowers become Screens, Incantation, Flatlands

- Лей Наш
  - Poem: Innocente
  - Chimera: Run For It, Orbit Of Me

Вокалистка на Sixpence None the Richer.
- Маргарет Фар
  - Chimera: Just A Dream

- Матю Суиит
  - Poem: Daylight

- Mediæval Bæbes
  - Poem: Aria
  - Nuages Du Monde: Sister Sojourn Ghost, Extollere

- Нерина Палот
  - Chimera: Truly

Нерина има два самостоятелни албума Dear Frustrated Superstar и Fires.
- Рейчъл Фулър
  - Chimera: Touched

- Рани Камал
  - Poem: Underwater
  - Chimera: Fallen

Рани е работила и по проекта Conjure One.
- Сара Маклоклън
  - Karma: Silence

Сара е известна канадска изпълнителка.
- Sultana (Сонгул Актурк)
  - Chimera: Forever After

Sultana е рапърка от Турция.
- Зоуи Джонстън
  - Chimera: Love
  - Nuages Du Monde: The Way you want it to be

Зоуи е част от електронната група „Фейтлес“.